# Márha (Viljuj)
A Márha (oroszul: Марха) folyó Oroszország ázsiai részén, Jakutföldön; a Viljuj bal oldali mellékfolyója.

## Földrajz
Hossza: 1181 km, vízgyűjtő területe: 99 000 km², évi közepes vízhozama: 405 m³/sec.
Jakutföld nyugati peremén, a Viljuj-felföld keleti részén ered, majd a Közép-jakut-alföldön folyik és északnyugatról ömlik a Viljujba.
Főként esővíz és hóolvadék táplálja. Szeptember végén – október elején befagy, május végéig – június elejéig jég borítja. Tavaszi árvizét nyáron és ősszel újabb áradások követik, télen vízállása nagyon alacsony. Alsó szakaszán mintegy 150 napig, felső szakaszán akár 200 napig is fenékig befagy.
Legjelentősebb mellékfolyója a jobb oldali Morkoka, a folyó ennek torkolatától lefelé hajózható. Vízgyűjtó területén értékes gyémántlelőhelyek találhatók.